# Пейнт-Рок (Алабама)
Пейнт-Рок (англ. Paint Rock) — місто (англ. town) в США, в окрузі Джексон штату Алабама. Населення — 182 особи (2020).

## Географія
Пейнт-Рок розташований за координатами 34°39′39″ пн. ш. 86°20′2″ зх. д. / 34.66083° пн. ш. 86.33389° зх. д. (34.660898, -86.333995).  За даними Бюро перепису населення США в 2010 році місто мало площу 1,15 км², з яких 1,12 км² — суходіл та 0,02 км² — водойми.

## Демографія
Згідно з переписом 2010 року, у місті мешкало 210 осіб у 88 домогосподарствах у складі 57 родин. Густота населення становила 183 особи/км².  Було 94 помешкання (82/км²).
Расовий склад населення:
| - 92,4 % — білих - 1,9 % — корінних американців - 1,0 % — чорних або афроамериканців |

До двох чи більше рас належало 4,8 %. Частка іспаномовних становила 0,0 % від усіх жителів.
За віковим діапазоном населення розподілялося таким чином: 22,4 % — особи молодші 18 років, 61,9 % — особи у віці 18—64 років, 15,7 % — особи у віці 65 років та старші. Медіана віку мешканця становила 40,0 року. На 100 осіб жіночої статі у місті припадало 101,9 чоловіків;  на 100 жінок у віці від 18 років та старших — 94,0 чоловіків також старших 18 років.
Середній дохід на одне домашнє господарство  становив 30 688 доларів США (медіана — 23 036), а середній дохід на одну сім'ю — 39 548 доларів (медіана — 30 000). За межею бідності перебувало 35,6 % осіб, у тому числі 33,9 % дітей у віці до 18 років та 40,0 % осіб у віці 65 років та старших.
Цивільне працевлаштоване населення становило 64 особи. Основні галузі зайнятості: роздрібна торгівля — 25,0 %, освіта, охорона здоров'я та соціальна допомога — 15,6 %, науковці, спеціалісти, менеджери — 14,1 %, виробництво — 14,1 %.